# Charles Leaf
Charles Symonds Leaf (* 13. November 1895 in London; † 19. Februar 1947 in Reading) war ein britischer Segler.

## Werdegang
Charles Leaf, der Mitglied im Royal Burnham Yacht Club und weiteren Clubs war, nahm in der 6-Meter-Klasse an den Olympischen Spielen 1936 in Berlin teil. Er war Crewmitglied der Lalage, deren Besitzer er war, und gewann mit dieser in der im Olympiahafen Düsternbrook in Kiel stattfindenden Regatta dank eines Ein-Punkte-Vorsprungs auf die zweitplatzierten Norweger in der Lully II unter Skipper Magnus Konow mit 67 Gesamtpunkten die Goldmedaille. Neben Leaf und Skipper Christopher Boardman wurden die Crewmitglieder Miles Bellville, Russell Harmer und Leonard Martin Olympiasieger.
Leaf besuchte die Harrow School und studierte anschließend wie Christopher Boardman am Trinity College in Cambridge. 1922 war Leaf Kapitän der Mannschaft Cambridges im Rennen gegen Oxford. Er war ein anerkannter Hobby-Archäologe und verfasste als solcher zahlreiche wissenschaftliche Publikationen zu dem Thema. Den Großteil seiner Funde spendete Leaf dem Fitzwilliam-Museum. Bereits 1917 heiratete er Catherine Blanche, die Tochter von Ughtred Kay-Shuttleworth, 1. Baron Shuttleworth. Während des Ersten Weltkriegs diente er als Lieutenant der Buffs (East Kent Regiment) in der British Army. Im Zweiten Weltkrieg war er zunächst im Ballonkommando (RAF Balloon Command) tätig, dem für die Sperrballon-Einheiten zuständigen Kommando der Royal Air Force. Im Alter von 47 Jahren wurde er im Rang eines Lieutenants den Royal Marines zugeteilt.